# Javier Zanetti
Javier Adelmar Zanetti (* 10. srpen 1973, Dock Sud, Buenos Aires, Argentina) je bývalý argentinský fotbalista, obránce a záložník známý hlavně z Interu Milán. Pelé ho roku 2004 zařadil mezi 125 nejlepších žijících fotbalistů.

## Fotbalová kariéra
S Interem, kde působí od roku 1995, vyhrál Ligu mistrů 2009/10, Pohár UEFA 1997/98 a Mistrovství světa klubů 2010. Stal se s ním také pětkrát mistrem Itálie (2006, 2007, 2008, 2009, 2010) a čtyřikrát vyhrál italský pohár (2005, 2006, 2010, 2011). V argentinské fotbalové reprezentaci odehrál 145 zápasů, což je argentinský rekord. Vstřelil v národním dresu též pět branek a hrál na dvou světových šampionátech (1998, 2002). Na olympijských hrách roku 1996 získal stříbrnou medaili, stejně tak má dvě stříbra z Mistrovství Jižní Ameriky (2004, 2007).
V Itálii je znám pod přezdívkou "IL CAPITANO".